# Руссо, Валентина Владимировна
Валенти́на Влади́мировна Руссо́ (10 апреля 1909, Таганрог — 31 января 1987, там же) — советский художник, скульптор, педагог.

## Биография
Валентина Руссо родилась 10 апреля 1909 года в Таганроге в семье известного таганрогского адвоката Владимира Лукича Руссо, неординарного человека, увлекавшегося искусством, собиранием древностей, цветоводством. Отец состоял в «Партии народной свободы». Во дворе дома Руссо по ул. Николаевской (в настоящее время ул. Фрунзе, 65) был разбит сад, засаженный редкими растениями.
Окончила семилетнюю школу и Школу рисования и живописи Блонской—Леонтовского, а также педагогические курсы. Работала микроскописткой на шелковичной фабрике.
После революции родительский дом национализировали, семью «уплотнили», на месте придомовых клумб возвели дощатые ЖАКТы (жилищно-арендные кооперативные товарищества). Также национализировали и коллекцию отца, передав её в городской музей. А вскоре и самого Владимира Лукича Руссо арестовали и отправили в ссылку, где он скончался.

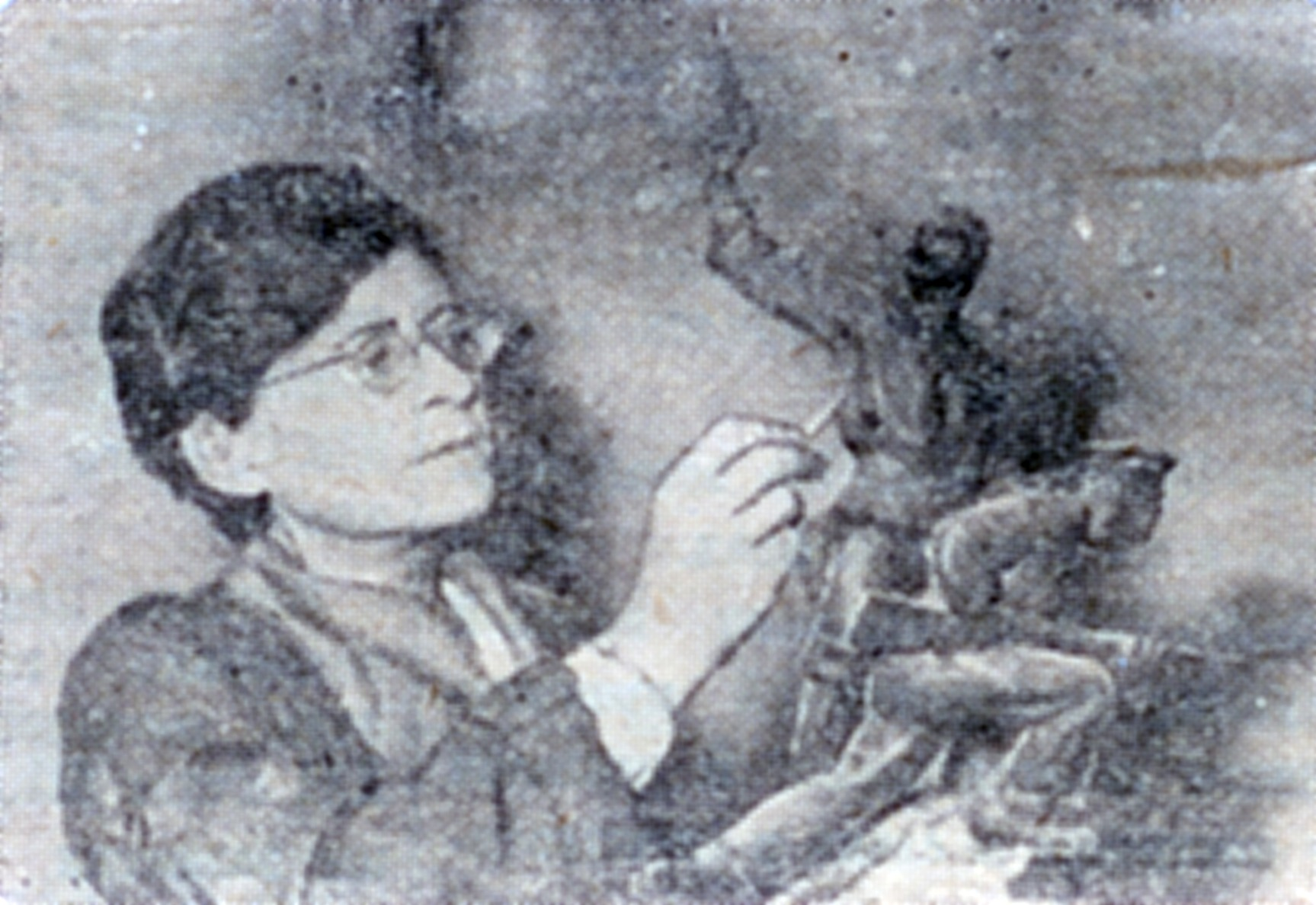
Валентина Руссо, 1959 г.

В 1920-е годы Валентина Руссо руководила детским хором при Обществе политкаторжан, работала в мастерских артели художников-скульпторов, которые были оборудованы в 1920-е годы в здании бывшего Армяно-Григорианского храма на Греческой улице. В 1930-х годах училась на отделении фортепиано Таганрогского музыкального училища.
В период оккупации Таганрога содержала мастерскую скульптурно-художественных и архитектурно-отделочных работ. Мастерская Руссо принимала заказы на изготовление и реставрацию картин, икон, портретов, скульптур больших и малых форм.
После войны вела занятия изостудий в различных дворцах культуры. В 1965 году Валентина Владимировна Руссо организовала городской клуб самодеятельных художников.
Руководила одной из главных изостудий Таганрога в ДК комбайнового завода. В 1970-х годах преподавала в городском школьном учебно-производственном комбинате факультатив «Народное творчество».
Умерла в Таганроге 31 января 1987 года. Похоронена на Николаевском кладбище.

## Работы в собраниях
- Таганрогский художественный музей, Таганрог.
- Частные коллекции России, Германии.

## Наиболее известные работы
- Фигура музы истории Клио для фронтона Дворца Алфераки, Таганрог. Была установлена в 1960-е годы. Демонтирована в 1980-е годы
- Бюст «Иван Голубец», Таганрог. Установлен на территории таганрогской школы № 2. Демонтирован в 1980-е годы[7].
- Скульптурная композиция «В Космос!» (совм. с Г. Н. Постниковым и М. И. Демьяненко), Таганрог[8]. Установлена в 1963 году, демонтирована в 197? году
- Бюст «Владимир Смирнов», Таганрог. Установлен в 1958 году, демонтирован в 1980 году[9].
- Памятник бойцам Красного Десанта, Красный Десант[3][10]. Установлен в 1960 году. Не сохранился[4].
- Памятник Максиму Горькому, Таганрог. Установлен в ЦПКиО им. Горького[11][12].

## Групповые выставки
- 2022 — «30 лет Таганрогскому отделению Союза художников РФ». Таганрогский художественный музей, Таганрог[13][14].

## Галерея

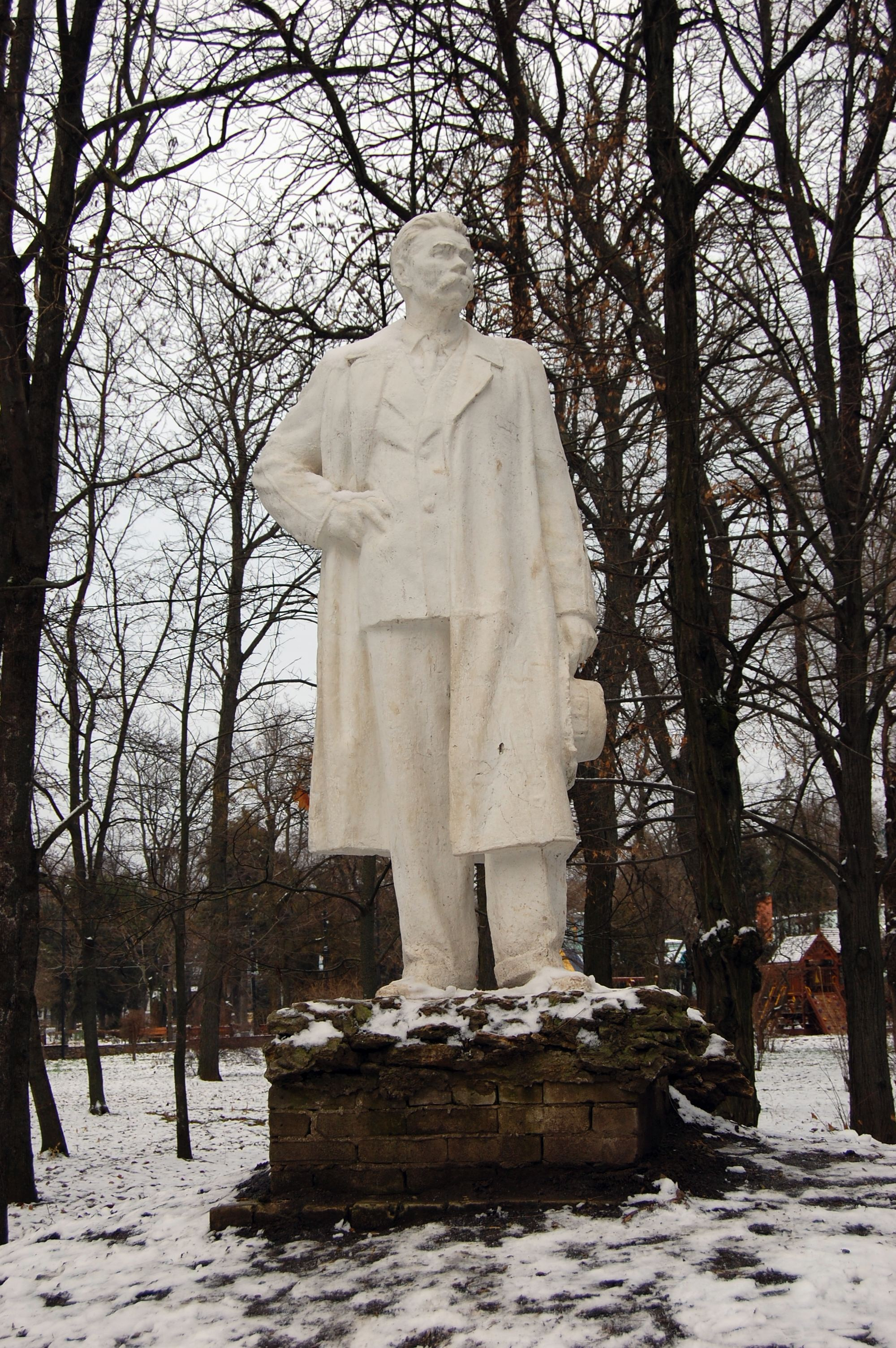
Памятник М. Горькому, 2011 г.
«В Космос!». Таганрог, 1963 г.

## Известные ученики
- Дурицкая, Наталья Ивановна — российская художница.
- Кабарухин, Леонид Андреевич — российский художник.
- Стуканов, Леонид Александрович — российский художник, педагог[6].
- Хаславский, Олег Львович — российский поэт, переводчик, фотограф, художник[6].